# Pony bé nhỏ – Tình bạn diệu kỳ
Pony bé nhỏ – Tình bạn diệu kỳ (My Little Pony: Friendship Is Magic) được gọi tắt là MLP hay pony, là một chương trình truyền hình giả tưởng cho trẻ em được tạo ra bởi Lauren Faust của Hasbro. Bộ phim được dựa trên dòng đồ chơi Pony bé nhỏ. Chương trình được khởi chiếu vào tháng 10 năm 2010, trên kênh truyền hình cáp the Hub (được đổi tên thành Discovery Family vào cuối năm 2014). 
Tháng 3 năm 2018, chương trình đã chiếu đến phần thứ 8. Một loạt phim ngoại truyện, Equestria Girls, bắt đầu trong 2013 bao gồm 4 bộ phim và các loạt phim ngắn khác. Một bộ phim trực tiếp dựa trên series phim truyền hình, mang tên My Little Pony: The Movie đã được phát hành vào ngày 6 tháng 10 năm 2017 ở Hoa Kỳ và ngày 20 tháng 10 năm 2017 tại Việt Nam.
Sau 9 năm kể từ lúc khởi chiếu, phim chính thức khép lại ở phần thứ 9 của bộ phim với 26 tập. Tập cuối (The Last Problem) được phát sóng vào ngày 12 tháng 9 năm 2019.

## Tóm tắt nội dung
Bộ phim lấy bối cảnh ở một vùng đất xinh đẹp giả tưởng có tên là Equestria- là nơi các pony sinh sống- do công chúa Celestia và công chúa Luna cai trị. Bộ phim xoay quanh câu chuyện về 6 nhân vật chính gồm: công chúa Twilight Sparkle thông minh, Rarity rộng lượng, Applejack thật thà, Pinkie Pie vui tính, Fluttershy nhút nhát và Rainbow Dash trung thành và những bài học về tình bạn qua mỗi câu chuyện đó.

### Cutie Mark
"Cutie Mark"- hay còn gọi là dấu duyên - là một biểu tượng đặc biệt xuất hiện trên phần hông của những chú ngựa một khi họ phát hiện ra tài năng đặc biệt của mình trong cuộc sống. Có một tập phim nói về cách mà 6 nhân vật chính nhận được dấu duyên của họ khi còn nhỏ. Và một vài tập phim tập trung vào một nhóm gồm 3 cô ngựa con mà họ tự gọi mình là "Cutie Mark Crusaders" (Nhóm Chinh Phục Dấu Duyên), những chú ngựa này vẫn chưa tìm được dấu duyên của mình và bị trêu chọc là "blank flanks" (hông trống), bộ ba này thường làm việc chung và tham gia các hoạt động cùng nhau để khám phá ra tài năng đặc biệt của họ. Vào phần 5, họ đã tìm ra dấu duyên của mình và dấu duyên của họ đã xuất hiện cùng lúc.

## Nhân vật

### Nhân vật chính
Princess Twilight Sparkle (lồng tiếng bởi Tara Strong, hát bởi Rebecca Shoichet)
Twilight Sparkle. Là một nhân vật giỏi giang và đảm nhiệm rất tốt trong vai trò lãnh đạo. Tuy vậy, cô là một con mọt sách, và đôi lúc phản ứng hơi có phần thái quá. Twilight trở thành công chúa vào tập cuối phần 3 của bộ phim. Cô giỏi trong việc sử dụng phép thuật, đại diện cho nguyên tố phép thuật (magic). Vào phần 8, cô mở Trường học Tình bạn gần lâu đài của cô và trở thành hiệu trưởng ngôi trường đó.
Rainbow Dash (lồng tiếng bởi Ashleigh Ball)
Rainbow Dash. Là một thiên mã. Khá nhanh nhẹn và hoạt bát, nhưng đôi lúc lại thiếu kiên nhẫn và đôi khi hơi kiêu ngạo. Cô không bao giờ bỏ rơi bạn bè mình, nên cô đại diện cho nguyên tố trung thành (loyalty). Cô trở thành thành viên của đội Wonderbolts từ phần 6.
Fluttershy (lồng tiếng bởi Andrea Libman)
Fluttershy. Là một nhân vật hiền lành, nhút nhát, dễ thương và cực kì yêu mến động vật. Tuy vậy, đôi lúc trở nên nhút nhát, nhưng lúc cần thiết thì trở nên rất cứng cỏi, có giọng nói đáng yêu và gợi cảm. Tâm hồn của cô đại diện cho lòng nhân ái (kindness).
Rarity (lồng tiếng bởi Tabitha St. Germain, hát bởi Kazumi Evans)
Rarity. Kì lân điệu đà nhất trong phim. Là một nhà thiết kế thời trang và là chủ tiệm may quần áo Carousel Boutique. Xinh đẹp, hào phóng, thông minh, sáng tạo, tuy vậy đôi lúc lại muốn trở thành trung tâm chú ý của mọi người và hay có chút ghen tị lặt vặt với bạn bè. Tâm hồn của cô đại diện cho sự rộng lượng (generosity).
Applejack (lồng tiếng bởi Ashleigh Ball)
Applejack. Là thổ mã sinh ra và lớn lên trong một trang trại táo nổi tiếng Sweet Apple Acres. Cần cù, khỏe mạnh, thẳng thắn, đáng tin cậy và rất tốt bụng với bạn bè. Tuy vậy, đôi lúc lại hành động một cách bướng bỉnh. Tâm hồn của cô đại diện cho sự trung thực (honesty).
Pinkie Pie (lồng tiếng bởi Andrea Libman, hát bởi Shannon Chan-Kent)
Pinkie Pie. Là cô ngựa hiếu động nhất phim. Cô lạc quan và vô tư trong bất kì hoàn cảnh nào, luôn luôn vui cười, làm trò đùa, chọc phá cùng mọi người, và thích ca hát. Tuy vậy, cũng có đôi lúc nói quá nhiều, và vui đùa vô ý thức khiến mọi người phải khó chịu. Tâm hồn của cô đại diện cho tiếng cười (laughter)

### Nhân vật phụ
Spike (lồng tiếng bởi Cathy Weseluck)
Spike. Là một bé rồng siêu dễ thương. Cậu ấy vừa là người bạn rất thân thiết vừa là một trợ lý tuyệt vời của Twilight. Vào phần 8 thì Spike đã có thêm một đôi cánh. Spike có một nhiệm vụ rất quan trọng đó là làm người đưa thư cho Twilight và Công chúa Celestia. Cậu rất thích Rarity vì cô ấy quyến rũ và có nhiều đá quý (món khoái khẩu của Spike).

#### Starlight Glimmer
Starlight Glimmer. Là một cô kì lân cai quản ở một ngôi làng nhỏ. Cô ta dùng phép thuật của mình để lấy đi dấu duyên của các pony khác và thay chúng với dấu "=", cho rằng sự khác biệt giữa các pony sẽ không bao giờ mang lại tình bạn chân thực. Tuy nhiên, cô ta lại giữ riêng dấu duyên cho mình và ngụy trang chúng. Sau khi việc này bị phát hiện, dân làng đã đi lấy lại dấu duyên của mình và giải cứu các nhân vật chính, không may, Starlight đã trốn thoát ngay sau đó. Khi quay trở lại Starlight thực hiện kế hoạch thay đổi quá khứ, ngăn chặn nhóm Twilight có dấu duyên khiến tương lai thay đổi. Sau khi biết được lỗi lầm của mình, cô đã trở thành học trò của Twilight Sparkle để học hỏi thêm về tình bạn (phần 6). Cô rất giỏi trong việc sử dụng phép thuật. Khi Twilight mở Trường học Tình bạn, cô trở thành cố vấn của trường.

#### Cutie Mark Crusaders (Nhóm chinh phục dấu duyên)
Apple Bloom (lồng tiếng bởi Michelle Creber) - Là em gái của Applejack và là một pony yêu thích sự tự do. Cô có khả năng làm đạo cụ.
Sweetie Belle (lồng tiếng bởi Claire Corlett) - Là em gái của Rarity. Luôn muốn nhận được sự quan tâm từ chị mình. Có một chút đố kị với chị. Cô có một giọng hát cao và trong trẻo.
Scootaloo (lồng tiếng bởi Madeleine Peters) - Là em kết nghĩa của Rainbow Dash và rất hâm mộ cô ấy. Cô thích thể hiện khả năng trượt scooter của mình để được Rainbow Dash khen. Và cô ấy là một tài năng về scooter.
Babs Seed - Là người chị em họ của Apple Bloom. Cô sống ở Manehattan.
Gabby Gums - Bút danh của Cutie Mark Crusaders trong báo Foal Free Press.

#### Discord
Discord. Một lão rồng lai đủ các con vật khác (đầu của ngựa, tay của sư tử, chân của rồng...). Là kẻ đã biến Ponyville thành một mớ hỗn độn, toàn những thứ quái dị và biến các bạn của Twillight trở thành màu xám xịt và khó gần. Lão đã bị Twilight và các bạn hợp sức đánh bại, sau đó giải trừ lời nguyền của lão. Lão đã được Twilight và các bạn sửa đổi tính cách để trở thành một nhân vật tốt. Lão có sở thích dùng tiệc trà với Fluttershy và chơi Chằn tinh và ngục tối với Big Mac và Spike.

#### Vương quyền
Princess Celestia (công chúa Celestia) - Một công chúa sống ở Canterlot (thủ đô của Equestria). Là người cai quản mặt trời (ban ngày). Công chúa không chỉ xinh đẹp mà tâm hồn lại rất đỗi khoan dung và hiền từ. Cô sẵn sàng tha thứ lỗi lầm khi người đó biết nhận lỗi. Và cô cho rằng phép thuật diệu kỳ nhất đến từ trái tim và tâm hồn của những người bạn. Công chúa đã giao cho người học trò thân yêu nhất của mình là Twilight Sparkle nhiệm vụ khám phá phép màu của tình bạn và viết thư báo cáo cho cô ấy.
Princess Luna( công Chúa Luna) - Nàng là em gái của công chúa Celestia. Là người cai quản mặt trăng (ban đêm). Cô có một khả năng đặc biệt là đi vào giấc mơ của người khác. Tuy nhiên do ghen tị với chị của mình nên cô ấy đã bị biến thành Nightmare Moon, nhưng đã được Twilight và nhóm bạn chuyển hóa về hình dạng cũ. Khác với Nightmare Moon, công chúa rất nhân từ, tốt bụng và chưa bao giờ có ý định chiếm Equestria.
Princess Cadence (công chúa Cadence) (tên đầy đủ: Mi Amore Cadenza) - Người cai quản vùng đất Crystal Empire và là bạn thân của Twilight. Cô cũng là người chăm sóc Twilight khi Twilight còn nhỏ.
Shining Armor (Shining Armor) - Chồng của công chúa Cadance, cũng là anh trai của Twilight, cùng công chúa Cadance cai trị vùng đất Crystal Empire.
Prince Rutherford - Hoàng tử bộ tộc Yak
Flurry Heart (Fơry Hót) - Con gái của Cadance và Shining Armor (là một kì mã)
Princess Ember - Công chúa loài rồng
Thorax - Chúa tể mới của loài Changelings.

### Nhân vật phản diện
Nightmare Moon - Là mặt tối của công chúa Luna, mụ ta đã chiếm lấy các nguyên tố Harmony để mang màn đêm vĩnh viễn đến với vương quốc.
Queen Chrysalis - Là chúa tể trước đây của loài Changeling. Mụ đã giả mạo thành công chúa Cadance để chiếm lấy tình cảm của Shining Armor, và tạo ra vô số các sinh vật nhân bản để thống trị Equestria. Đến phần 6, mụ bị đánh bại bởi nhóm Twilight.
Lord Tirek - Là một con nhân mã với mình người thân ngựa. Hắn đã trốn thoát khỏi ngục Tartarus để hút lấy phép thuật của cả ba giống ngựa với mục đích trở nên vô địch và thống trị Equestria.
King Sombra - Là một kẻ xấu đã từng cai quản Crystal Empire hàng nghìn năm trước và biến các chú ngựa thành nô lệ, nhưng hắn đã bị giam cầm vào Miền Bắc Băng Giá. Hắn đặt một lời nguyền lên Crystal Empire làm nó biến mất khỏi Equestria. Khi nào Crystal Empire hồi sinh thì hắn sẽ quay về và chiếm lại nó.

## Các Series Liên Quan

### Equestria Girls
Phim Điện Ảnh : Movie, Rainbow Rocks, Friendship Games, Legend Of Everfree
Web Series :Summertime Shorts, Better Together, Choose Your Own Ending, Forgotten Friendship, Rollercoaster Of Friendship, Spring Breakdown, Sunset's Backstage Pass, Holiday Unwrapped